# 中共中央北方局高干会议北社旧址
中共中央北方局高干会议北社旧址，位于山西省长治市黎城县洪井乡北社村，是一处山西省文物保护单位。
2021年8月4日，中共中央北方局高干会议北社旧址公布为第六批山西省文物保护单位，年代为1940年，近现代重要史迹及代表性建筑类，编号6-329。